# Changleng
Changleng är en ort i Kina. Den ligger i provinsen Jiangxi, i den sydöstra delen av landet, nära eller i provinshuvudstaden Nanchang. Antalet invånare är 56 429.
Runt Changleng är det tätbefolkat, med 476 invånare per kvadratkilometer. Närmaste större samhälle är Nanchangshi, 9,9 km sydost om Changleng. Runt Changleng är det i huvudsak tätbebyggt.
Genomsnittlig årsnederbörd är 2 096 millimeter. Den regnigaste månaden är juni, med i genomsnitt 340 mm nederbörd, och den torraste är oktober, med 36 mm nederbörd.